# Canal Flats
Canal Flats est un village situé à l'extrémité sud du lac Columbia, la source du fleuve Columbia, en Colombie-Britannique au Canada. En 2006, il avait une population de 700 habitants.

## Population
- 668 (recensement de 2016)[1]
- 715 (recensement de 2011)
- 700 (recensement de 2006)[2]
- 754 (recensement de 2001)